# Nepiesta atrator
Nepiesta atrator là một loài tò vò trong họ Ichneumonidae.